# 帕尔菲·贝洛
帕尔菲·贝洛（匈牙利語：Pálfi Béla，1923年2月16日—1995年9月9日），塞尔维亚男子足球运动员，司职中场。他曾入选1948年夏季奥林匹克运动会南斯拉夫男子足球队名单，但并未上场参赛。